# Albert Cabestany
Albert Cabestany (Tarragona, 26 giugno 1980) è un pilota motociclistico spagnolo ritiratosi dall'attività agonistica, vincitore del campionato mondiale trial indoor nel 2002.

## Carriera
Dopo aver debuttato nel mondiale nel 1997, nel 2002 ha vinto il titolo iridato nella specialità indoor del trial con l'italiana Beta Motor. In seguito è diventato pilota della spagnola Sherco. Tra i principali avversari Adam Raga e Toni Bou piloti spagnoli anch'essi.
Oltre al titolo individuale ha ottenuto vari successi con la squadra nazionale spagnola nel Trial delle Nazioni, con il primo risalente al 2000. Nel 2018, dopo oltre due decenni di professionismo attivo, decide di ritirasi dalle competizioni.